# Hatton (Warrington)
Pour les articles homonymes, voir Hatton.
Hatton est une paroisse civile et un village du Cheshire, en Angleterre.